# Клинтон, Гордон
Гордон Клинтон (англ. Gordon Clinton; 19 июня 1912, Бродуэй, графство Вустершир — 1988) — британский оперный певец (баритон).
Окончил Королевский колледж музыки (1938), в дальнейшем преподавал в нём (среди его учеников, в частности, Лорна Хейвуд). Во время Второй мировой войны служил в британских Королевских Военно-воздушных силах. С 1946 г. — хоральный викарий Собора Святого Павла.
Конец 1940-х гг. — время интенсивного творческого сотрудничества Клинтона с дирижёром Томасом Бичемом: Клинтон участвовал в осуществлённых Бичемом исполнениях Реквиема Габриэля Форе, ораторий Йозефа Гайдна «Сотворение мира», Гектора Берлиоза «Детство Христа», Фредерика Делиуса «По воле волн»; он пел в опере Делиуса «Сельские Ромео и Джульетта», поставленной к 70-летию Бичема, а затем и при её записи, хотя в остальном по большей части воздерживался от оперного репертуара. Дважды Клинтон участвовал в записи «Страстей по Матфею» Иоганна Себастьяна Баха: в 1947 г. с дирижёром Реджинальдом Джексом и в 1958 г. с Ралфом Воан-Уильямсом.
В дальнейшем Клинтон возглавлял Бирмингемскую школу музыки.